# Irena Babel
Pour les articles homonymes, voir Babel.
Irena Babel est une actrice, directrice de théâtre, éducatrice et traductrice polonaise née le 9 février 1914 à Lviv et morte le 22 novembre 1993 à Cracovie.

## Biographie
Ses parents sont Jan Langier et Jadwiga Joanna, née Dworzaczek. En 1931, elle entre au lycée de la reine Jadwiga de Lviv. De 1931 à 1934, elle étudie à l'École de commerce pour femmes de Snopkov, près de Lviv. Elle étudie ensuite les langues et est diplômée de l'école des beaux-arts.
Pendant l'occupation allemande, elle travaille pour le Conseil central d'aide sociale, dans le département chargé des soins aux prisonniers, le « Patronage » ; elle participe au sauvetage des enfants déportés de la région de Zamojszczyzna lors de l'Action Zamość.
Après la guerre, en 1945, elle suit une formation au Studio du théâtre Stary de Cracovie. Elle fait ses débuts d'actrice en 1946 et commence à travailler au théâtre Kameralny TUR de Cracovie. En 1947, elle rejoint le théâtre Juliusz-Słowacki, où elle se produit jusqu'en 1949. Le 5 juillet 1949, elle passe son examen de mise en scène à l'École supérieure de théâtre d'État de Łódź. Elle devient ensuite directrice de la scène comique et musicale au théâtre Nowy de Varsovie (1949-1950), puis au théâtre Juliusz-Słowacki de Cracovie (1950-1955). En 1955, elle commence à travailler au théâtre Powszechny de Varsovie, d'abord en tant que metteuse en scène (1955-1956), puis en tant que directrice artistique (1956-1963). Elle travaille ensuite au théâtre Klasyczny de Varsovie, où elle est directrice de 1963 à 1966, puis au théâtre populaire de Cracovie, où elle est directrice générale et artistique (1966-1971). En 1970, elle devient professeure au département d'art dramatique de l'École nationale supérieure de théâtre Ludwik-Solski, où elle enseigne jusqu'en 1989. En 1971-1972, elle dirige le théâtre Juliusz-Słowacki.
Elle meurt à Cracovie et est enterrée au cimetière de Rakowice (section AB-zach-10).

## Vie privée
Son premier mari, à partir de 1935, est l'avocat Władysław Babel de Fronsberg ; son second, à partir du 12 août 1959, est l'acteur Stefan Rydel,.

## Récompenses et distinctions
- 28 janvier 1955 : Médaille du 10e anniversaire de la République populaire de Pologne[5]
- 1970 : Insigne d'or du Club des amateurs de théâtre de Cracovie[6]
- 1970 : Croix d'or du mérite[6]